# أندي دورنان
أندي دورنان (بالإنجليزية: Andy Dornan)‏ هو مدرب كرة قدم ولاعب كرة قدم بريطاني في مركز الدفاع، ولد في 19 أغسطس 1961 في نادي أبردين في المملكة المتحدة. لعب مع نادي أبردين ونادي ماذرويل ونادي والسول.